# China Blue (film 1984)
China Blue (Crimes of Passion) è un film statunitense del 1984 diretto da Ken Russell, con Kathleen Turner ed Anthony Perkins.

## Trama
Joanna Crane, affermata stilista di giorno, conduce una doppia vita, diventando di notte China Blue, consumata prostituta. Due uomini scoprono la sua doppia vita: un prete diabolico, che vorrebbe redimerla con tanto di pugnale a forma di vibratore, e un elettrotecnico, che si è messo a fare la spia industriale per migliorare il bilancio familiare.